# ポワント・デュ・ラック駅
ポワント・デュ・ラック駅 (ポワント・デュ・ラックえき、仏: Pointe du Lac) は、フランス・クレテイユ市にあるメトロ (地下鉄) の駅。2011年10月8日から8号線の東側の終点となった、メトロの301番目の駅である。

## 概要

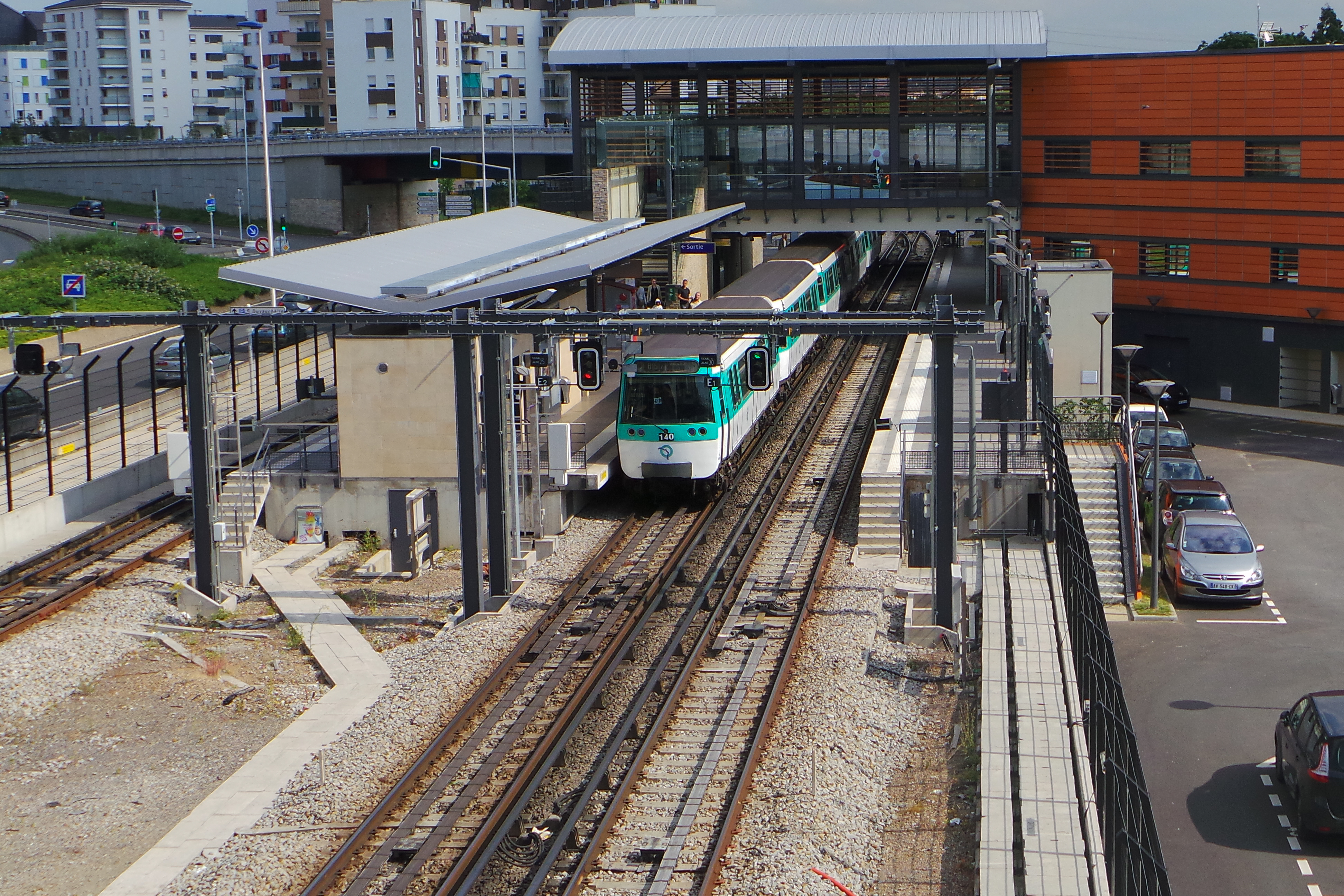
駅構内の様子

当駅は、2011年10月8日に開業し、8号線の新たな東の終点となった。1974年から2011年まで終点であったクレテイユ＝プレフェクチュール駅の約1.3km南にあり、ヴァラントン市との境界に近いクレテイユ市の南端に位置する。
当駅によって、ポワント・デュ・ラック（湖の先）地区、スポーツ公園（公園内のスタジアムはUSクレテイユ＝リュシタノの本拠地）、ユーロパーク商業地などがメトロのネットワークと接続される。この延伸計画は、ティエのレジスタンス交差点から、RER C線のショワジー＝ル＝ロワ駅、RER D線クレテイユ＝ポンパドゥール駅、及び当駅を経由して、シュシー＝アン＝ブリにあるRER A線シュシー＝ボンヌイユ駅に至る、RATPのBRT路線であるバス393号線と一体のものである。
この駅は、延伸に伴って造られた新しい保線作業場の北に位置している。
この駅では、開業から2011年末までの間に、38万9235人の乗客があった。。

## ギャラリー

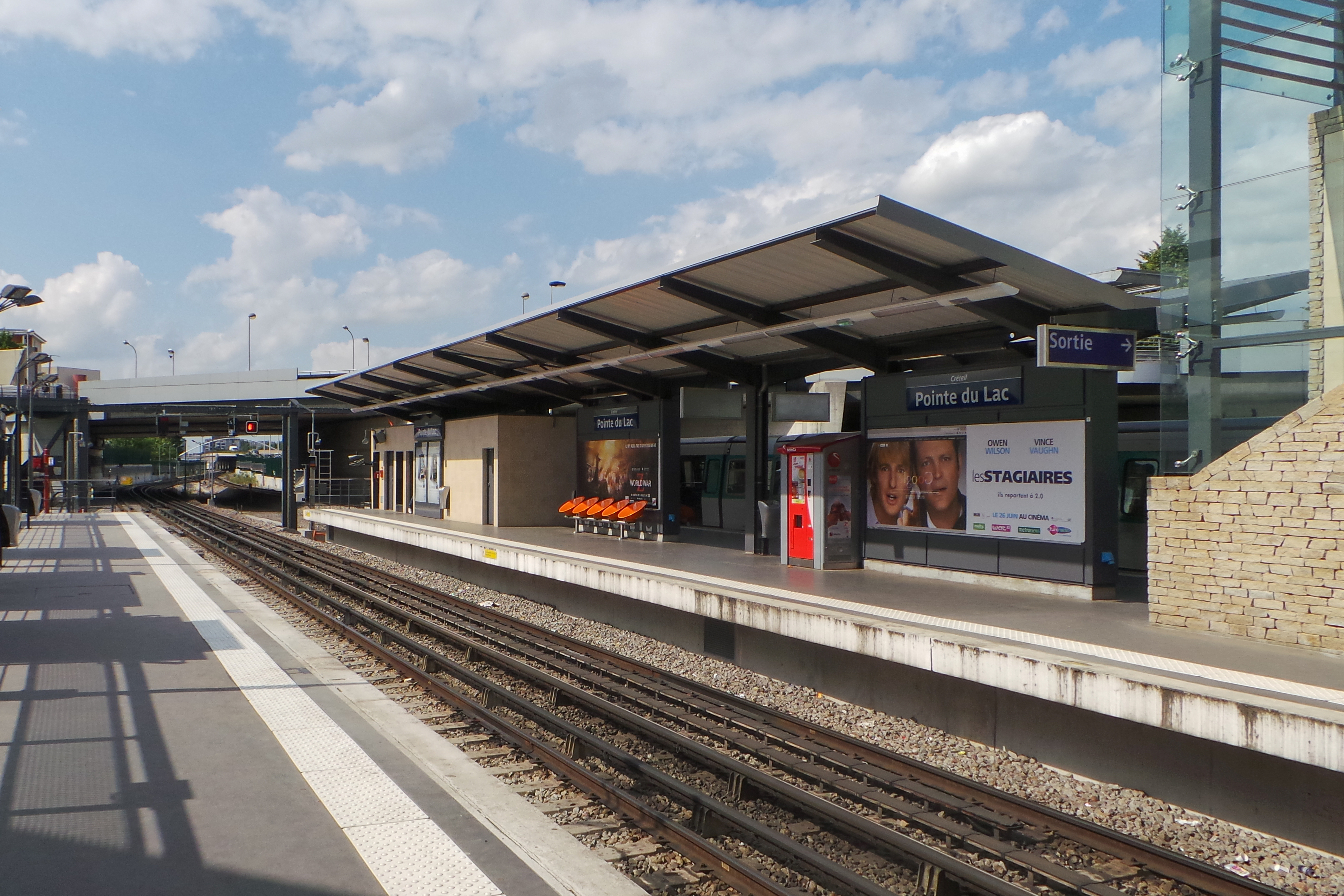
駅のホーム
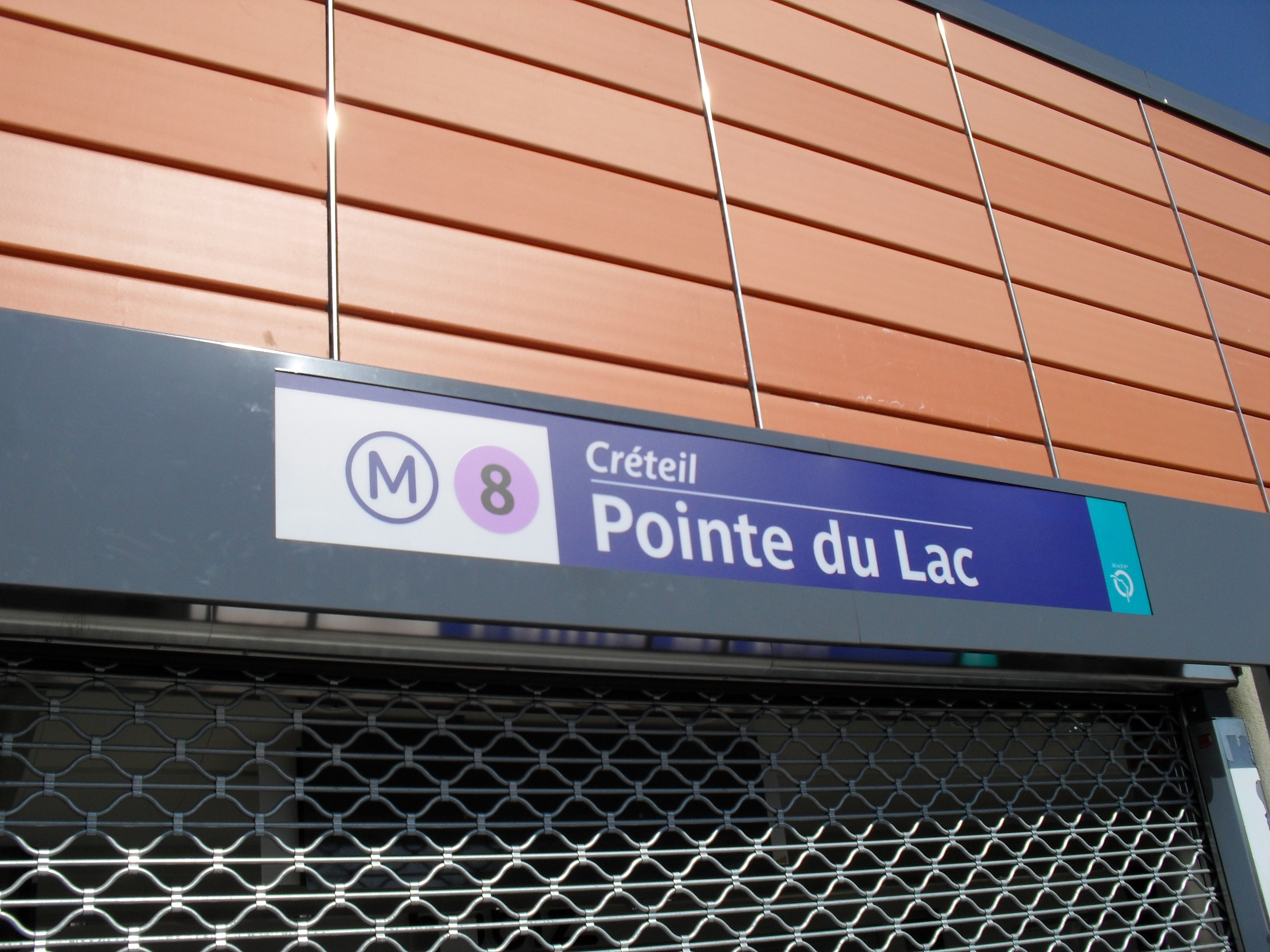
駅名標
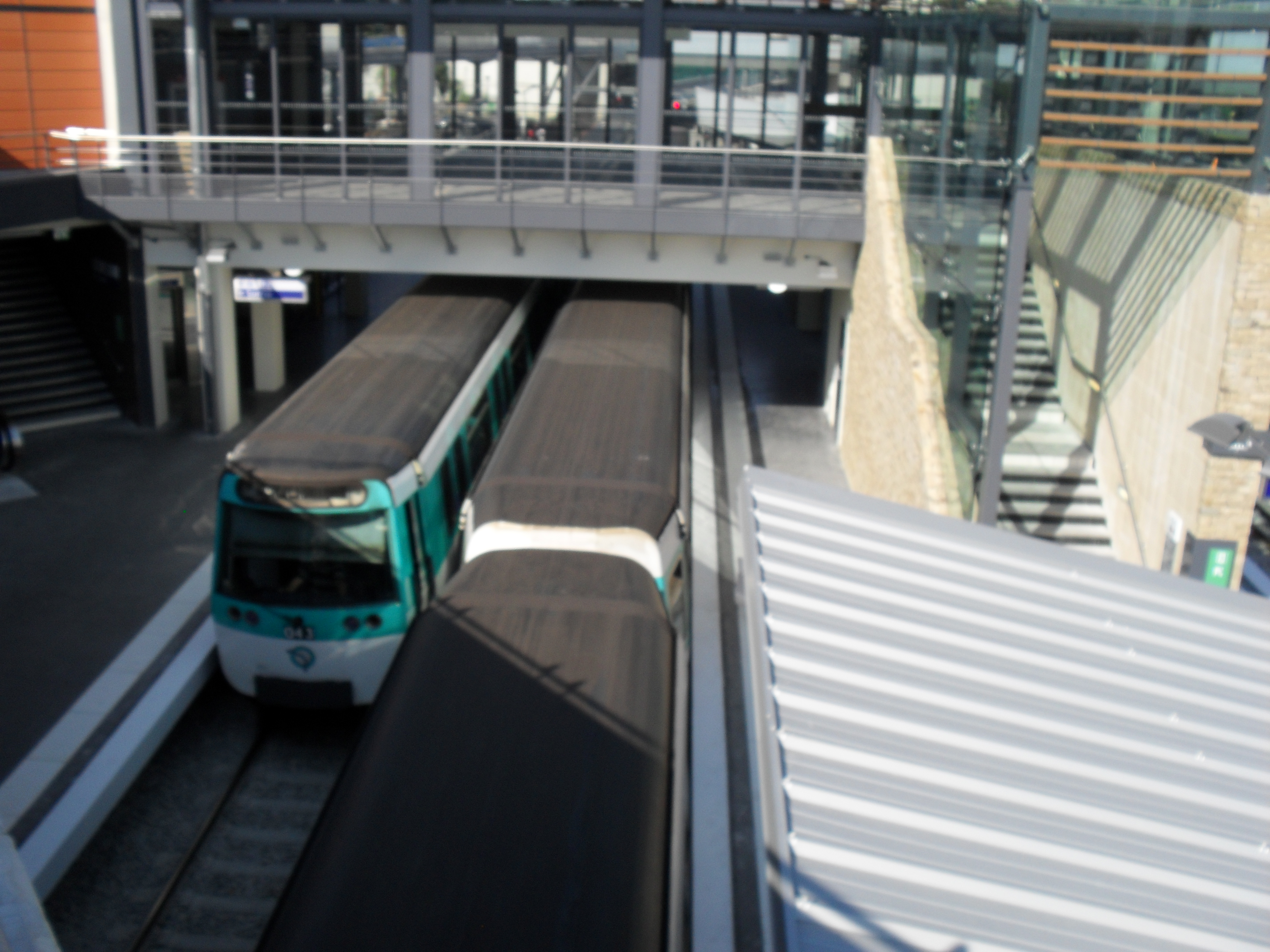
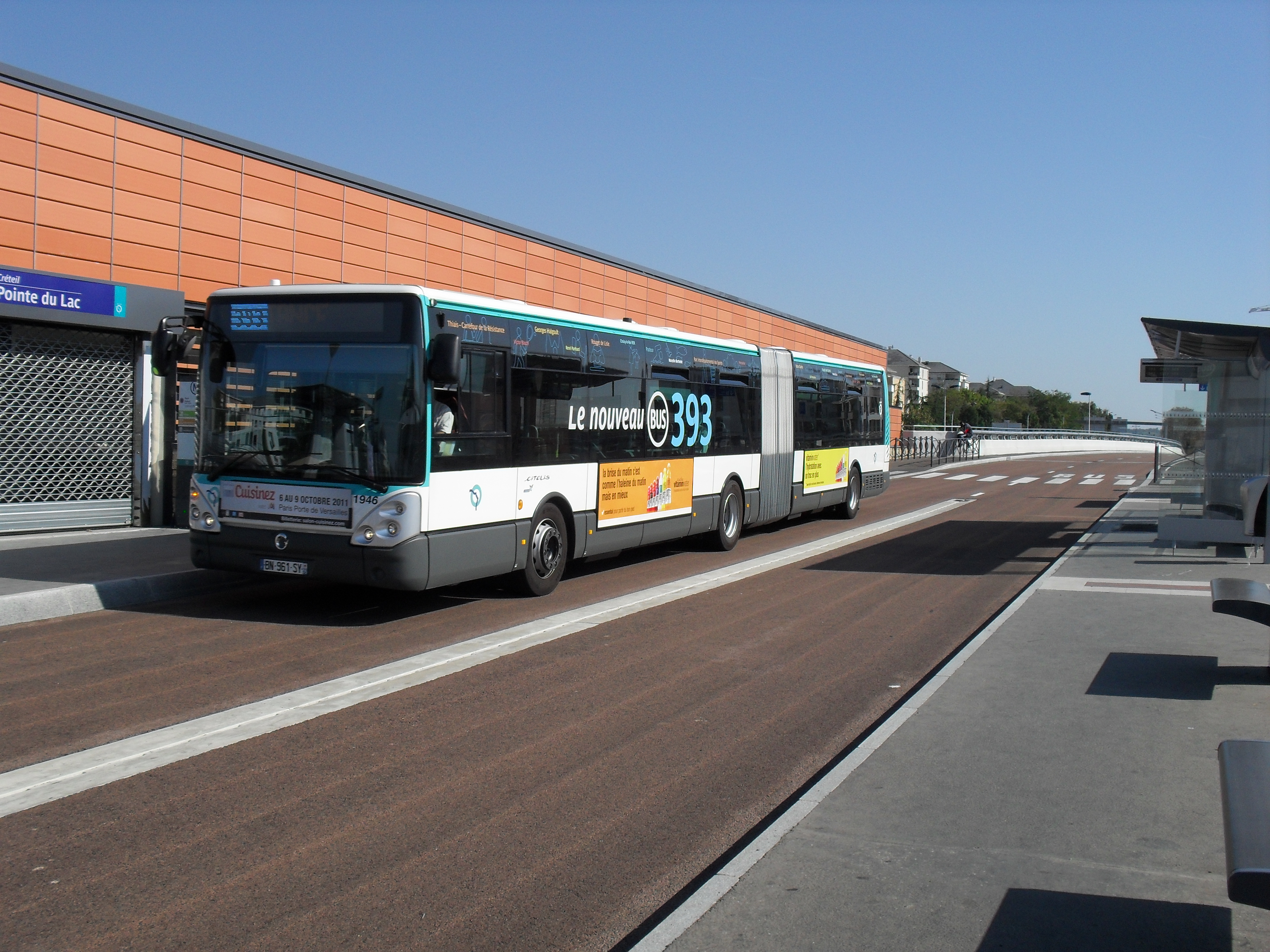
ポワント・デュ・ラック駅で接続するバス393号線